# 엔피디 (기업)
엔피디(NPD Co. Ltd.)는 대한민국의 기업이다. 본사는 경기 안산시 단원구 시화벤처로 515, 303호에 위치해 있으며 대표이사는 강원형이다. 스마트폰용 FPCA(Flexible Printed Circuit Assembly)를 생산 및 판매하고 자동차 와이퍼 OEM 사업을 한다

## 상장
2020년 3월 16일에 주관사를 유안타증권으로 공모가 5,400원에 코스닥 시장에 상장하였다.

## 종속기업
(주)캐프, 천진성일통신(유)

## 같이 보기
- 디케이티
- 한국컴퓨터
- 제이엠티
- 드림텍
- 씨유테크
- 유니온 (기업)

## 참고문헌
1. ↑  김광진, 유안타증권 Company Report-엔피디, 2020.06.26
2. ↑  김보겸, 엔피디, 당해연도 순이익 33억…흑자전환, 이데일리, 2024년 2월 22일
3. ↑  엔피디 IR북 2020년 2월[깨진 링크(과거 내용 찾기)]
4. ↑  “엔피디, 내년 中 스마트폰 수요 회복… 자회사 수익성 개선에 주목”, 인사이트코리아, 2022년 12월 20일